# Perisama inconspicua
Perisama inconspicua is een vlinder uit de familie Nymphalidae. De wetenschappelijke naam van de soort is voor het eerst geldig gepubliceerd in 1916 door Mengel.